# Haematopota pallens
Haematopota pallens är en tvåvingeart som beskrevs av Friedrich Hermann Loew 1871. Haematopota pallens ingår i släktet Haematopota och familjen bromsar. Inga underarter finns listade i Catalogue of Life.